# Haworthiopsis limifolia var. ubomboensis

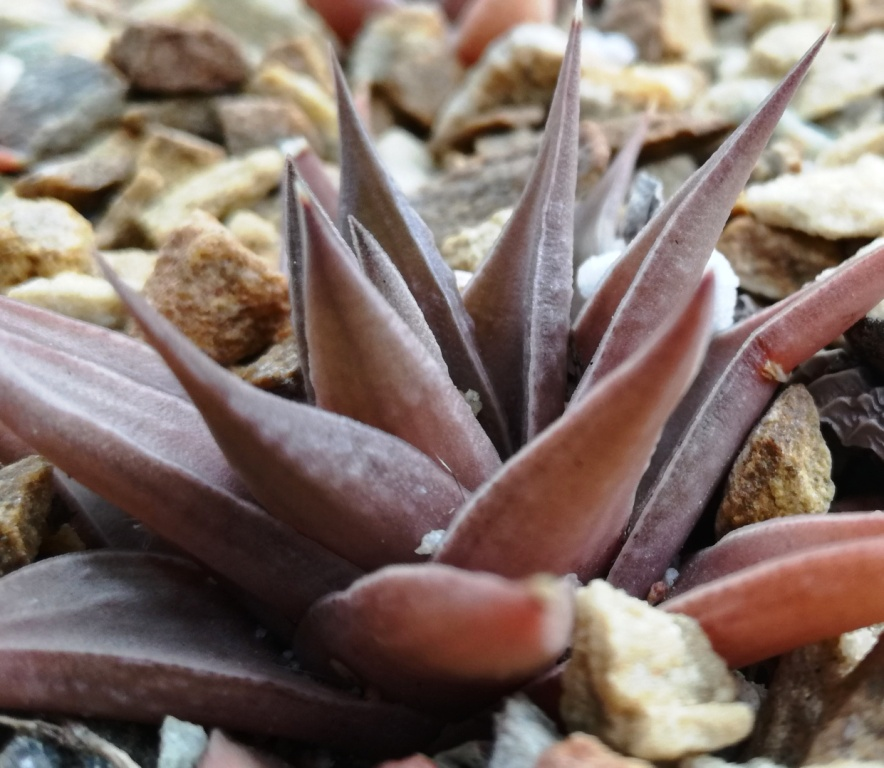
Detall de Hawortthiopsis limifolia var. ubomboensis

Hawortthiopsis limifolia var. ubomboensis, coneguda abans com Haworthia ubomboensis, és una varietat de Haworthiopsis limifolia i està dins del gènere Haworthiopsis.

## Descripció
Hawortthiopsis limifolia var. ubomboensis és una petita suculenta que forma rosetes de fulles estretes i de color verd clar amb pocs tubercles elevats. Les rosetes creixen lentament fins a 15 cm de diàmetre, on forma fillols per formar boniques agrupacions llarg del temps. Les flors són petites, blanques, a ratlles i apareixen en tiges primes, generalment a la primavera.

## Distribució
Aquesta varietat es distribueix a una àrea restringida al nord de la província sud-africana de KwaZulu-Natal, concretament està restringida a prop de la petita ciutat d'Ubombo, situada a les muntanyes Lebombo, també anomenades muntanyes Lubombo; i a l'est d'Eswatini, concretament al sud d'Stegi (Isiteki).

## Taxonomia
Haworthiopsis limifolia var. ubomboensis va ser descrita per (I.Verd.) G.D.Rowley i publicat a Alsterworthia Int., Special Issue 10: 5, a l'any 2013.
Etimologia
L'epítet varietal ubomboensis significa "d'Ubombo" i es refereix a la distribució nativa de l'espècie a prop d'Ubombo, Sud-àfrica. És un compost de dues paraules, "Ubombo" i el sufix llatí "-ensis", que significa "de o d'un lloc". La paraula zulu "ubombo" "significa "nas gran".
Sinonímia
- Haworthia ubomboensis I.Verd., Fl. Pl. South Africa 21: t. 818 (1941). (Basiònim/Sinònim substituït)
- Haworthia limifolia var. ubomboensis (I.Verd.) G.G.Sm., J. S. African Bot. 16: 3 (1950).[4]